# Conjunto Arquitetônico, Urbanístico, Natural e Paisagístico da Serra do Monte Santo
O Conjunto Arquitetônico, Urbanístico, Natural e Paisagístico da Serra do Monte Santo são edificações localizadas em Monte Santo, município do estado brasileiro da Bahia. Foi tombado pelo Instituto do Patrimônio Histórico e Artístico Nacional (IPHAN) em 1983, através do processo n.º 1 060.
Entre os principais monumentos e espaços públicos tombados estão: Santuário de Monte Santo, Via Sacra de Monte Santo, Capela de Santa Cruz, Museu de Monte Santo (antigo imóvel residencial, onde morou o Coronel Galdino Andrade, construído no início do século XX), e as ruas Senhor dos Passos, Frei Apolônio de Todi, Coronel José Cordeiro, Barão de Jeremoabo, e das Flores.

## História
A antiga Vila do Coração de Jesus do Monte Santo foi criada em 1790. O frei capuchinho italiano Apolônio de Todi estava na Aldeia Indígena de Massacará (município de Euclides da Cunha) e foi convidado a realizar uma Missão na Fazenda da Onça pelo fazendeiro Francisco da Costa Torres. Devido à falta de água no local, o frei caminhou em direção ao local conhecido como Fonte da Mangueira, no sopé da serra. Achando o topo da serra que domina a paisagem daquela área semelhante ao Calvário de Jerusalém, ergueu uma capelinha de madeira e marcou a área com os passos da Paixão. Ao longo de 1.969 metros da Via Sacra, as primitivas cruzes de madeira deram lugar a 25 capelas que abrigam imagens de grande devoção popular, com o santuário no alto. Suas capelas de alvenaria representam os quadros da Via Sacra de Cristo.
A região era habitada por indígenas da etnia caimbé e as primeiras ocupações e fazendas datam ainda do século XVI. O Monte Santo era conhecido, primitivamente, como Piquaraçá (Pico Araçá), um lugar lendário, citado nas inúmeras crônicas dos antigos bandeirantes e em seus roteiros de viagens. Durante o século XVII, serviu como orientação e pouso aos que se embrenhavam pelo sertão em busca de metais preciosos. Em 1929, a vila foi elevada à categoria de cidade, com a denominação de Monte Santo.
Registros históricos indicam que Antônio Vicente Mendes Maciel (Antônio Conselheiro) — líder religioso e criador de Canudos (o local era uma fazenda de gado pertencente ao município de Monte Santo) — esteve em Monte Santo, por volta de 1892, onde realizou reparos e melhorias na Via Sacra, acompanhado por milhares de seguidores. Cinco anos mais tarde, Monte Santo se converteria na principal base militar da sangrenta Guerra de Canudos.
O município também é conhecido como o local onde foi encontrado, em 1784, o meteorito do Bendegó com, aproximadamente, 6 mil quilos, tendo o ferro e o níquel como a maior parte de sua constituição, e é considerado um dos maiores do mundo. Em 1887, o meteorito foi transportado para o Museu Nacional do Rio de Janeiro, onde ainda se encontra, resistindo ao incêndio que ocorreu no museu em 2018.
Foi tombado pelo IPHAN em 1983, recebendo tombo arqueológico, etnográfico e paisagístico (Inscrição 85/1983).

## Arquitetura

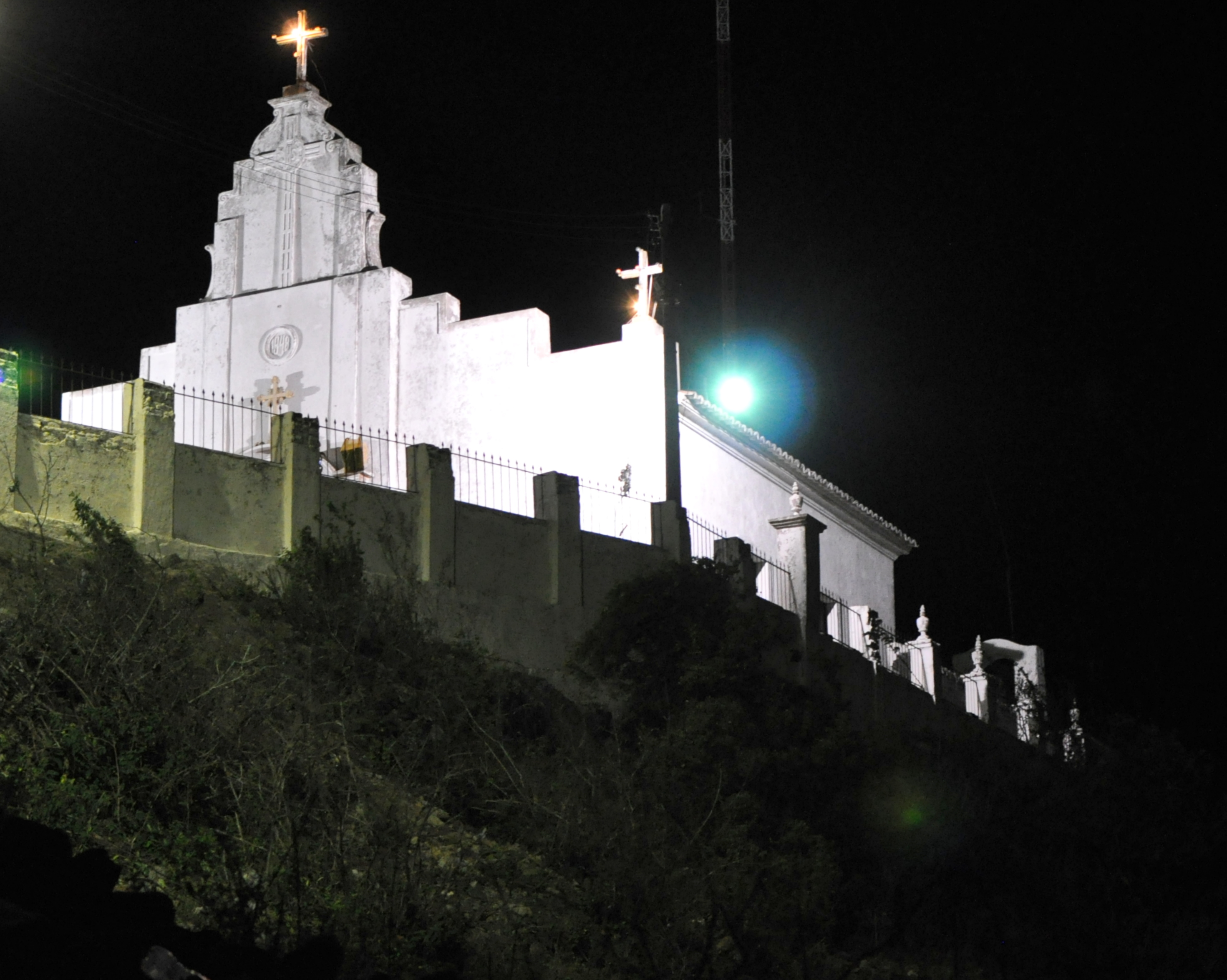
Capela de Santa Cruz

Monte Santo situa-se na Serra do Piquaraçá, em uma planície arenosa no vale do rio Itapicuru. A área protegida abrange toda a Serra do Piquiraçá, com destaque para o Santuário de Santa Cruz, constituído pelas suas 25 capelas, incluindo os bens de arte sacra e devocional.
O conjunto possui grande beleza paisagística e simbólica, aliando o natural ao cultural, sendo um dos maiores marcos dos movimentos religiosos no Nordeste e o segundo “sacromonte” reconhecido no Brasil, o outro é o conhecido Santuário de Bom Jesus de Matosinhos no município de Congonhas, no estado de Minas Gerais. As vinte e cinco capelas possuem planta quadrada coberta por telhado de quatro águas que, articulando-se ao longo do percurso, transpõem para o continente americano o universo místico do homem do campo português, conciliando a adoção de modelos eruditos com uma ornamentação singular. As capelas do Calvário e das Dores são mais elaboradas e resultado de modificações e acréscimos posteriores. Destaca-se, ainda no conjunto, a coleção de ex-votos ofertados por peregrinos ao longo de quase duzentos anos.
Destacam-se, no conjunto, as capelas de Nossa Senhora das Dores (construída no século XVIII) e do Senhor dos Passos (no século XX). O tombamento abrange, também, logradouros do núcleo urbano com edificações e em toda a sua extensão. Tal agrupamento de ruas localiza-se próximo à serra, onde se inicia a Via Sacra ou Via Crucis. Na Rua Senhor dos Passos, está situada a Hospedaria dos Romeiros, que foi a primeira a atender os peregrinos que se dirigiam ao Monte Santo para pagar promessa.

### Capela Senhor dos Passos
Erguida no século XX, simbolizando os santos passos de Cristo. Possui um altar e nicho central, com a imagem do Senhor dos Passos, esculpida em madeira. Esta imagem possui cabeleira natural e olhos de vidro.

### Capela Nossa Senhora das Dores
Erguida no século XVIII, simbolizando as dores de Nossa Senhora. É constituída de uma pequena nave, com mesa de altar e nicho, guardando a imagem de Nossa Senhora das Dores, feita em madeira policromada, com braços articulados e mãos semiabertas. Também possui olhos de vidros e cabeleira natural.

### Capela de Santa Cruz
É a maior das capelas e localiza-se no final do trajeto. Seu altar-mor é de madeira, mesclando elementos do estilo barroco e rococó. Possui três nichos, onde estão guardadas as Imagens de Nosso Senhor Morto,  Nossa Senhora da Soledade  e São João Evangelista. A imagem do Cristo Morto possui tamanho natural, feita em madeira pintada no século XIX. A imagem de Nossa Senhora da Soledade também é do século XIX, de roca em madeira, com olhos de vidro e cabeleira natural. A imagem de São João Evangelista é também de roca em madeira, com cabeça, mãos e pés pintados.
Com relação às suas fachadas, devido às alterações na principal, somente nas fachadas laterais e ao fundo da capela ainda é possível ver um remanescente da época do frei Apolônio de Todi.